# Stuwmeer van Rybinsk

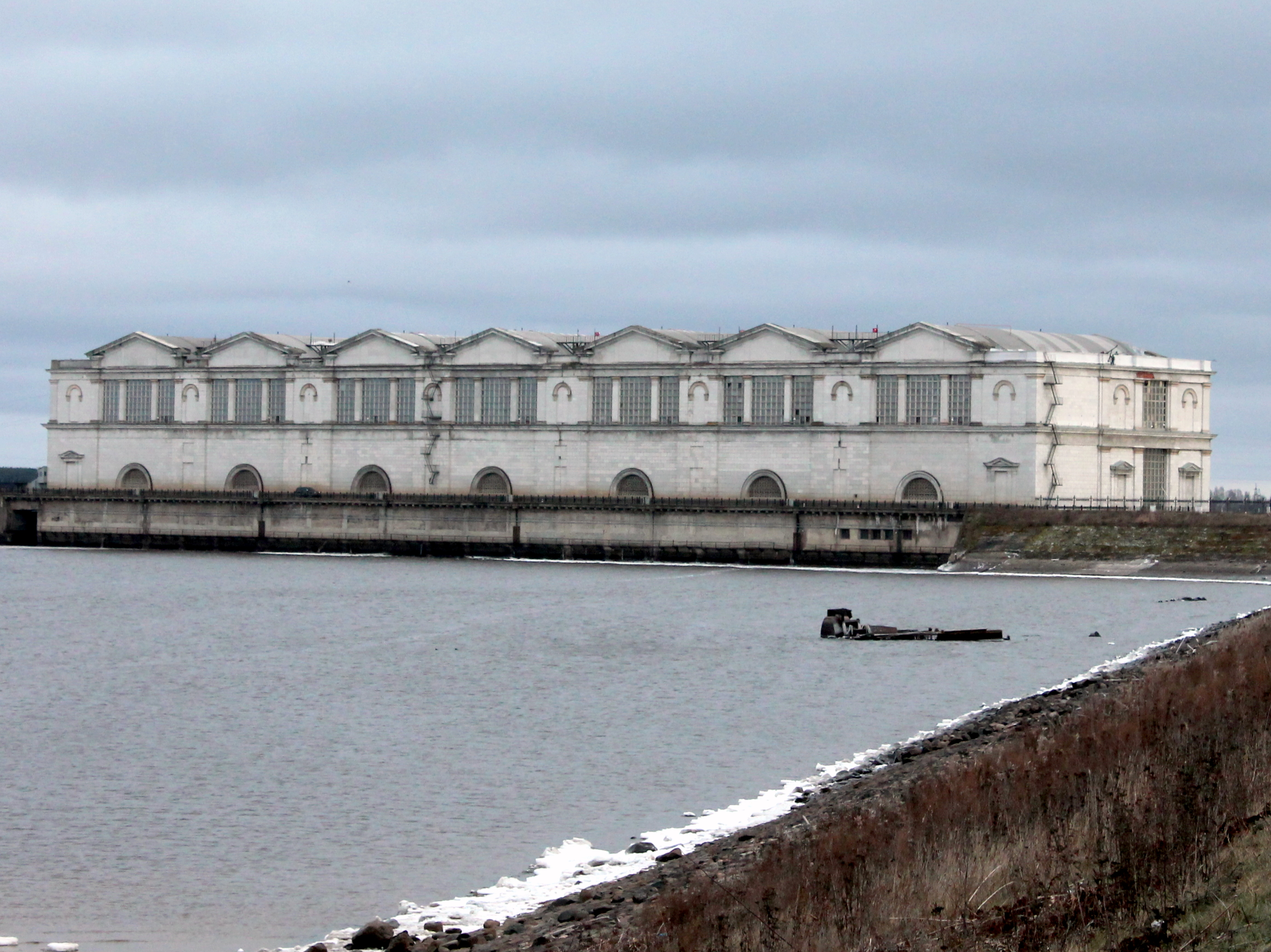
Waterkrachtcentrale van Rybinsk

Het stuwmeer van Rybinsk (Russisch: Рыбинское водохранилище; Rybinskoje vodochranilisjtsje), ook wel de Zee van Rybinsk (Рыбинское море; Rybinskoje more) genoemd, is een groot waterreservoir aan de Wolga en haar twee bijdragende rivieren, de Sjeksna en de Mologa. Het ligt in drie bestuurlijke regio's, Tver, Vologda en Jaroslavl. Qua oppervlakte staat het met 4.580 km² wereldwijd op de achtste plek, en in Europa op de tweede plek. Toen het werd gevormd, was het de grootste kunstmatige watermassa ter wereld. Het is het noordelijkste puntje van de Wolga.

## Aanleg
De aanleg van de dam die het stuwmeer zou vormen begon in 1935. Bij de bouw werden honderdduizenden arbeiders, vrijwilligers en vooral dwangarbeiders ingezet. Volgens officiële opgaven kwamen ruim 150.000 mensen om het leven bij de aanleg, maar vermoed wordt dat het er drie keer zoveel waren. Zo bestond de eerste groep die werd ingezet uit veel Oezbeken, die al binnen een paar maanden op grote schaal stierven aan het koude klimaat en de harde werkomstandigheden. 
Het niveau van het water zou eerst op 98 meter boven zeeniveau komen te liggen, maar in 1937 werd besloten dit bij te stellen naar 102 meter. Hierdoor kwamen de stad Mologa (dat op 100 meter lag), 663 dorpen, 140 kerken en 3 kloosters onder water te staan en moesten ruim 130.000 mensen worden geherhuisvest naar plaatsen in de omgeving. De dam werd begin 1941 voltooid en op 14 april 1941 begonnen de autoriteiten met het vollopen van het stuwmeer, dat tot 1947 zou duren en waarbij volgens officiële cijfers van de NKVD (die de ontruiming van het gebied uitvoerde) 294 mensen omkwamen die hun huis niet wilden verlaten.

## Geografie
De kusten van het stuwmeer zijn laaggelegen en er bevinden zich op plaatsen weiden, bossen en moerassen. Alleen in de valleien van overstroomde rivieren kunnen steile hellingen worden gevonden, die aldaar zijn overgroeid met dennenbossen. Aan de noordwestelijke kust bevinden zich grote hoeveelheden veen, die zijn overgroeid en regelmatig losraken van de kust, waardoor drijvende veeneilanden ontstaan. Deze veeneilanden drijven nu over het hele stuwmeer en vormen minibiosystemen.

## Economie
Het meer is door de Sjeksna, die bij Tsjerepovets in het meer stroomt, verbonden met het Wolga-Baltische waterweg. Deze waterweg gaat door tot de Oostzee en de Finse Golf. De vaargeul voor schepen ligt een heel eind uit de kust. De golfhoogte kan oplopen tot 2 meter.  Het meer is in de winter bevroren, van midden november tot begin mei. De gemiddelde dikte van het ijs bedraagt 60 tot 70 centimeter. Het meer is gemiddeld 190 dagen per jaar bevaarbaar.
Tegenwoordig is de nabijgelegen waterkrachtcentrale van Rybinsk (die onderdeel vormt van de Cascade van de Boven-Wolga waterkrachtcentrales van RusHydro) met een vermogen van 346 megawatt (MW) minder van belang voor de energievoorziening dan vroeger en tegenwoordig wordt onderzocht wat de ecologische schade van de dam is.

## Ecologie
Door het meer is het klimaat in de aangrenzende regio's enigszins veranderd. De zomer werd vochtiger en koeler, waardoor tarwe en vlas er niet meer goed konden rijpen en aldus als gewassen verdwenen uit het gebied. Het stuwmeer vormt een gigantisch laboratorium van het Instituut voor Biologie van Interne Bekkens van de Russische Academie van Wetenschappen. In het noordwestelijke deel bevindt zich de Zapovednik Darvinski, dat is gespecialiseerd in studies naar de invloed van het bekken op de natuurlijke systemen van de zuidelijke taiga.